# 下江梨菜
下江 梨菜（しもえ りな、2001年10月25日 - ）は日本の女性子役タレント。株式会社Toki Entertainmentに所属。
劇団ひまわりに所属する下江昌也は実兄である。

## 主な出演作品

### テレビドラマ
- 大好き!五つ子2008（TBS、2008年） - 杉本まお 役
- 愛の劇場最終シリーズ 大好き!五つ子（TBS、2009年） - 杉本まお 役
- オルトロスの犬（TBS、2009年）-　女の子　役
- ハンチョウ〜神南署安積班〜（TBS、2010年）　- 山下夏美　役
- まっつぐ〜鎌倉河岸捕物控〜（NHK、2010年）　‐　うめ　役
- 金曜ナイトドラマ 熱海の捜査官（テレビ朝日、2010年） - 東雲麻衣（幼少） 役

### バラエティ
- ピラメキーノ（テレビ東京、2009年） - 「大人の言葉講座」ゆいちゃん 役

### 映画
- 夕の江の街に（2012年6月2日、星野義幸監督） - 上村やまと（幼少）役
- 寄性獣医・鈴音 GENESIS×EVOLUTION（2011年11月26日、金田龍監督）　- 有薗鈴音（幼少）役
- 都市霊伝説 幽子（2011年9月17日、ムービープラネット、小沼雄一監督）
- 七つまでは神のうち（2011年8月20日、三宅隆太監督） - 遠藤さくら 役
- 20世紀少年 最終章（2009年8月29日、堤幸彦監督）

### OV
- 戦慄怪奇ファイル コワすぎ!FILE-03【人喰い河童伝説】（2013年、白石晃士監督）鈴木智恵  役
- 戦慄怪奇ファイル コワすぎ!FILE-04【真相!トイレの花子さん】（2013年、白石晃士監督）花子さん　役
- 戦慄怪奇ファイル コワすぎ!最終章（2015年、白石晃士監督）鈴木智恵  役

### ラジオドラマ
- FMシアター「羽根をなくした妖精」（2009年9月12日、NHK-FM）

### 舞台
- 超青春合唱コメディ『SING!』（2012年9月、シアターグリーン BIGTREE THEATER） - 須藤芽衣　役

### PV
- 君にサヨナラを（桑田佳祐）
- 春空 -ハルソラ-（石野田奈津代）

### CM
- プロピア